# حسين أباد (مقاطعة فارياب)
حسين أباد (بالفارسية: موتورهای حسین‌آباد حور) هي مستوطنة تقع في كرمان في إيران. يقدر عدد سكانها بـ 146 نسمة بحسب إحصاء 2016.